# Мёркатт, Гленн
Гленн Мёркатт (англ. Glenn Murcutt, р. 25 июля 1936, Лондон) — австралийский архитектор.

## Биография
Родился в Англии, в семье австралийского золотоискателя, детство провёл в Моробе, где был впечатлён постройками туземцев. В Австралии Мёркатт закончил технический колледж, в котором познакомился с режиссёром Джимом Шарменом, автором «Шоу ужасов Рокки Хоррора» и «Лечения шоком». 
В 1969 году архитектор открыл собственное бюро. В течение многих лет он занимался проектированием частных усадеб в Новом Южном Уэльсе (дома Доунов, Мэгни, Флетчер-Пейджей, Болл-Истевеев), общественных зданий им было создано всего несколько (краеведческий музей в Кемпси, центр Бойдов). Критики отмечают «милый» и уютный вид этих домов, хорошее взаимодействие с ландшафтом, достигавшееся Мёркаттом за счёт изучения природы, использования экологически чистых материалов, широких веранд и террас. Своими наставниками зодчий считает Генри Торо и классиков модернизма, например, Аалто и Утцона.
За пределами Австралии Мёркатт был мало известен вплоть до 2002 года, когда ему неожиданно вручили престижную Притцкеровскую премию. Награждение было встречено неоднозначно. Григорий Ревзин отозвался о нём довольно резко: «За что премию давать — непонятно… такой продукции по всему миру пруд пруди». Николай Малинин был более сдержан, однако заметил, что «по части художественных решений мы Меркату и сто очков вперед дадим». Пётр Кудрявцев, напротив, счёл австралийца не менее достойным премии, чем его знаменитые предшественники. Также Мёркатт является офицером ордена Австралии (1996).
Кавалер Золотой медали Американского института архитектуры (2009).